# Acuerdo de paz entre el Estado colombiano y las FARC-EP
Las negociaciones de paz entre el Estado colombiano y las Fuerzas Armadas Revolucionarias de Colombia - Ejército del Pueblo (FARC-EP), también conocidos como proceso de paz en Colombia, fueron las conversaciones que se llevaron a cabo entre el Gobierno de Colombia (en representación del Estado) y la guerrilla de las FARC-EP para poner fin al conflicto armado interno de Colombia iniciado en 1960. Estos diálogos, que tuvieron lugar en Oslo y en La Habana, desembocaron en la firma del Acuerdo Final para la Terminación del Conflicto y la Construcción de una Paz Estable y Duradera en Bogotá el 24 de noviembre de 2016.
Un primer acuerdo de Paz, firmado en Cartagena el 26 de septiembre de 2016, debía refrendarse en Colombia en un plebiscito en el que los ciudadanos debían votar «Sí» o «No»: el resultado del plebiscito, celebrado el 2 de octubre, fue una victoria para el «No» con 50.2% de los votos, contra el 49.7% votos por el «Sí», lo que obligó al Gobierno a «renegociar» el acuerdo tomando en consideración las objeciones de los opositores del acuerdo, a la vez que creó incertidumbre sobre la aplicación legal del acuerdo. Tras un periodo de negociación con los promotores del «No», el gobierno y las FARC-EP acordaron un nuevo texto para el acuerdo de paz el cual se firmó el 24 de noviembre en el Teatro Colón de Bogotá; este nuevo acuerdo fue ratificado por el Senado de Colombia y la Cámara de Representantes el 29 y 30 de noviembre, en busca de la paz y con responsabilidad social, por lo que en ocasiones es llamado "Acuerdo del Teatro Colón".

## Antecedentes
Durante 2006-2010 fue el Alto Consejero Presidencial para la Reintegración Social y Económica de Personas y Grupos Alzados en Armas y posteriormente nombrado como Alto Comisionado Para la Paz Frank Pearl, quien en representación del gobierno de Álvaro Uribe buscó negociar reservadamente con las FARC-EP (con otros funcionarios del gobierno) y bajo condiciones similares a las actuales: sin cese al fuego e incluso desmilitarizar territorio colombiano (lo que se conoce como zonas de distensión). No obstante, a causa de la entrega del cadáver de Julián Ernesto Guevara, quien falleció en retención por la guerrilla, los acercamientos de ese gobierno con la insurgencia quedaron estancados hasta la llegada de Juan Manuel Santos a la presidencia; aunque siendo presidente electo, Juan Manuel Santos recibió un "informe de empalme" de Pearl, por medio del cual este le enteraba del estado en que habían quedado los fallidos acercamientos.
Durante el año 2011, mediante la promulgación de la Ley de víctimas y restitución de tierras, el ya posesionado presidente Santos manifestó a la guerrilla su intención de retomar las discusiones, lo cual derivó en una serie de comunicaciones secretadas por medio de recados entre la subversión y el gobierno. Dichos enlaces dieron lugar al establecimiento de reuniones presenciales en Cuba; los delegados del gobierno colombiano para tales encuentros fueron el consejero presidencial para la reintegración Alejandro Éder y Jaime Avendaño, funcionario de la presidencia desde el gobierno de Belisario Betancur, en tanto que la delegación de las FARC-EP fue conformada por Rodrigo Granda, guerrillero liberado durante el gobierno Uribe, y Andrés París, uno de los ideólogos de esa organización, quien también estuvo en las Diálogos de paz entre el gobierno Pastrana y las FARC-EP. Finalmente, tras varias escenas de discusión, las partes optaron por la elaboración de una agenda y en su defecto, la organización del próximo lugar en donde continuarían dialogando.
Una vez establecidos los parámetros por medio de los cuales se llevarían a cabo los próximos encuentros, Santos incluyó en su delegación a Frank Pearl, quien ejercía como ministro de ambiente, a su asesor de seguridad nacional Sergio Jaramillo, al exvicepresidente Humberto de La Calle y por último a su hermano Enrique Santos, exdirector del periódico El Tiempo. Según la revista Semana, la inclusión de Enrique generó credibilidad en el proceso, primero por tratarse de un familiar cercano y segundo por la «posibilidad de conversar con uno de los pocos colombianos que los conoce personalmente». Como respuesta, las FARC-EP delegaron a Mauricio Jaramillo, comandante del Bloque Noroccidental José María Córdoba, a Marcos Calarcá, conocido por su experiencia en temas de negociaciones bilaterales, Rodrigo Granda denominado como canciller de las FARC-EP, y por último a Andrés París; delegados por el Secretariado del Estado Mayor Central.
Ya designadas sus respectivas delegaciones, como parte del proceso, el gobierno y las FARC-EP designaron a Cuba y Noruega como países garantes, a Cuba, por haber sido la sede de los primeros encuentros y a Noruega por ser un país con tradición en temas de resolución de conflictos, también porque varios políticos y diplomáticos poseen un amplio conocimiento en temas relacionados con el conflicto armado en Colombia. Posteriormente, las partes discutieron la necesidad de nombrar a más facilitadores y es entonces cuando la guerrilla escoge a Venezuela y el gobierno a Chile.
En febrero de 2012, tanto los países participantes como los facilitadores, procedieron a encontrarse en un sitio estratégico para continuar con los debates. Con la intención de preservar la confidencialidad del proceso, las delegaciones no departieron entre sí, tampoco dialogaron con civiles cubanos. Para el mes de agosto se desarrollaron diez sesiones preparatorias: cada una constaba de cuatro a ocho días, en total, se contabilizaron sesenta y cinco sesiones. Durante esos meses, el equipo negociador del gobierno mantuvo constantes viajes hacia Cuba y viceversa, con la excepción de Frank Pearl quien permaneció todo el tiempo en Cuba.
En agosto de 2012, en la ciudad de Cartagena, Uribe dijo a un medio de comunicación que el gobierno colombiano estaba negociando clandestinamente con las FARC-EP en Cuba; declaraciones que el ministro de defensa Juan Carlos Pinzón y la canciller Holguín rechazaron. No obstante, con el transcurrir de los días los rumores se acrecentaron y el día 27 de agosto, en una de sus emisiones, la cadena TeleSUR amplió la información al respecto;
horas más tarde, el máximo líder de la guerrilla del Ejército de Liberación Nacional (ELN) Nicolás Rodríguez Bautista alias "Gabino" comunicó que dicha organización estaba interesada en la supuesta mesa de concertación. Posteriormente el presidente Santos confirmó que en efecto se estaba dialogando con las FARC-EP en Cuba.
El 4 de septiembre de 2012, tras afirmaciones del expresidente Álvaro Uribe sobre las negociaciones del Gobierno con la guerrilla de las FARC-EP en Cuba (y una posterior negación de los hechos, por parte de la canciller María Ángela Holguín), el presidente Juan Manuel Santos confirmó la noticia mediante una alocución, destacó que "no se repetirán los errores del pasado" que se procedería con prudencia, y que la Fuerza Pública no detendrá su accionar; lo propio hizo alias "Timoleón Jiménez" con un vídeo en diferido, destacando que las FARC-EP llegaban a la mesa "sin rencores ni arrogancia". Horas antes, alias "Gabino", el máximo jefe del Ejército de Liberación Nacional (la otra guerrilla activa del país) manifestó la intención de esa organización de participar en la, hasta entonces, rumoreada mesa de concertación. La noticia de la confirmación de los diálogos generó diferentes reacciones y escepticismo, algunas a favor y otras en contra, estas últimas basándose en las fallidas negociaciones de 1998 al 2002 en San Vicente del Caguán (Caquetá). Las reacciones favorables se toman sobre la base de los acercamientos y los diálogos, aquellos que conlleven a la erradicación de todo tipo de conflictos. 
Por su parte, la Iglesia católica colombiana, que ha participado de garante en escenas humanitarias con las FARC-EP, se ofreció para ejercer el mismo rol.

## Negociación

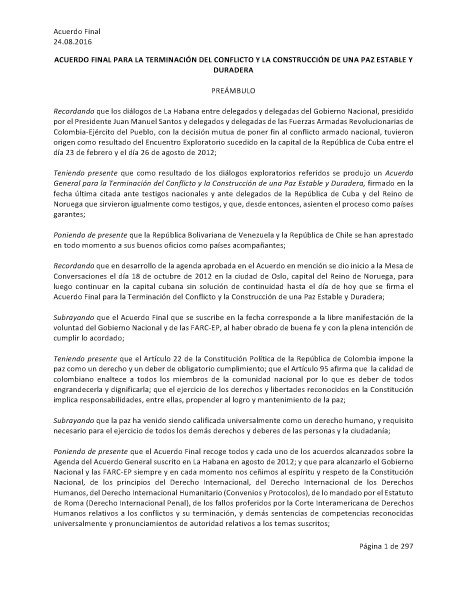
Foto de la primera página del «Acuerdo Final para la Terminación del Conflicto y la Construcción de una Paz Estable y Duradera» (texto completo aquí) publicado 24 de agosto de 2016.

La agenda estuvo integrada por cinco puntos, algunos de los cuales coincidían con proyectos que el gobierno de Santos previamente había impulsado, como un proyecto de ley del ministro de agricultura Juan Camilo Restrepo, la Ley de Víctimas y la Comisión de la Verdad. 
El acuerdo se suscribe el lunes 26 de septiembre de 2016 entre el Estado colombiano y las Fuerzas Armadas Revolucionarias de Colombia-Ejército del Pueblo (FARC-EP) en Cartagena de Indias, Colombia, resultado de los diálogos efectuados por las partes durante 4 años y que puso fin a la organización insurgente para conformar su propio partido político, en el marco del conflicto armado interno en Colombia. Previo al acuerdo final se firmó el cese definitivo del fuego de ambos bandos el 23 de junio de 2016 en La Habana, Cuba. Sin embargo, debido a la victoria electoral del NO en el plebiscito llevado a cabo el 2 de octubre del 2016 para refrendar el acuerdo por parte del pueblo colombiano, estos tuvieron que ser modificados y renegociados en ciertos puntos con quienes promovieron el NO, llegando a un acuerdo definitivo el 12 de noviembre de 2016, firmados por ambas partes con estas modificaciones el 24 de ese mismo mes en el Teatro Colón de Bogotá (por lo que algunos llaman a ese acuerdo de manera informal como el Acuerdo del Teatro Colón) y radicado ese mismo día en el Congreso de la República para su estudio, ratificación e implementación aprobando el texto, tanto en el Senado como en la Cámara de Representantes, entre el 29 y el 30 de noviembre. Con esta ratificación e implementación en el Congreso, comenzó en forma el proceso de desmovilización de insurgentes y de entrega de las armas a la ONU en un lapso de 180 días desde el 1 de diciembre de 2016, culminando la entrega de su arsenal mes y medio después del plazo establecido, el 14 de agosto de 2017, para así iniciar su proceso de reincorporación a la vida civil.

### Negociadores
El total de integrantes por cada delegación estaba limitado a un número de treinta personas, diez de la delegación que designó el Gobierno de Colombia estuvo liderada por el exvicepresidente Humberto de La Calle (como jefe negociador) y Sergio Jaramillo Caro (entonces Comisionado de Paz), además de la participación en la mesa de Frank Pearl (excomisionado de paz), Luis Carlos Villegas (empresario colombiano), Enrique Santos (hermano del presidente), Alejandro Éder (consejero presidencial), el general en retiro de la Policía Óscar Naranjo y el también retirado general del Ejército Jorge Enrique Mora, entre otros. En tanto que la delegación de las FARC-EP estuvo integrada por alias Iván Márquez (como jefe negociador), "Jesús Santrich", "Rodrigo Granda", "Simón Trinidad" (recluido en una cárcel de Estados Unidos), "Andrés París", "Marcos Calarcá", "Pablo Catatumbo" (quien ingresó al equipo, meses después del inicio del proceso), Tanja Nijmeijer (insurgente de origen holandés), Miguel Ángel Pascuas "Sargento Pascuas"(fundador de las FARC-EP) , "Mauricio Jaramillo", entre otros.

#### Comisión de las FARC-EP
La delegación de la insurgencia estaba liderada por: Luciano Marín Arango, alias Iván Márquez (comandante del Bloque Caribe); Jorge Torres Victoria, alias Pablo Catatumbo, (comandante del Bloque Occidental y quien ingresara a la delegación meses después de iniciadas las conversaciones); Rodrigo Granda, (quien estuvo preso y cuya captura derivó en una crisis diplomática entre el gobierno colombiano de Uribe con el venezolano del fallecido Hugo Chávez). Andrés París, (alto mando del Bloque Oriental y negociador del fallido proceso del Caguán); Luis Alberto Albán Burbano, alias "Marcos Calarcá", (miembro de la Comisión Internacional de las FARC-EP); Seuxis Pausias Hernández Solarte, alias "Jesús Santrich", (miembro del Bloque Caribe); Alias "Rubén Zamora", (comandante del Frente 33); todos ellos con excepción de Zamora, miembros del Secretariado del Estado Mayor Central. Asimismo, la delegación estuvo también integrada por alias Yuri Camargo, Victoria Sandino Palmera, la guerrillera holandesa Tanja Nijmeijer, alias "Alexandra Nariño", entre otros.

#### Comisión del Gobierno
Por su parte, la delegación del Gobierno de Colombia estuvo liderada por el exvicepresidente Humberto de La Calle, quien fuera miembro de la Asamblea Constituyente de 1991; Frank Pearl, exministro de ambiente y ex-comisionado de paz; Sergio Jaramillo Caro, sucesor de Pearl como Comisionado de Paz y Luis Carlos Villegas, presidente de la ANDI Asociación Nacional de Industriales. Los generales en retiro del Ejército y la Policía Jorge Enrique Mora y Óscar Naranjo respectivamente también eran miembros de la comisión oficial.

## Puntos del acuerdo

#### 1. Hacia un nuevo campo colombiano. Reforma Rural Integral
Las FARC-EP han enfocado su propuesta agraria en la creación de lo que estas llaman «Territorios Campesinos», que serían territorios de propiedad de la colectividad y manejados por los personajes que la comunidad eligiese para tal fin. Estarían conformados por las actuales Zonas de Reserva Campesina que estarían conformados por 8 millones de hectáreas y por lo que las FARC-EP denominan Zonas de producción campesina de alimentos con 6 millones de hectáreas.
No se ha especificado si se les facilitarán los trámites a los exintegrantes de las FARC-EP para constituir estos territorios o si accederán a territorios campesinos ya constituidos.
Según las FARC-EP, una vez se firme el acuerdo: "Los territorios campesinos gozarán de autonomía política, administrativa, económica, social, ambiental y cultural, y en la administración de justicia a través de los mecanismos de la justicia comunitaria. La autonomía se comprende en términos de la capacidad de autogobierno, autogestión y autodeterminación…los territorios campesinos contarán con recursos de origen constitucional, con destinación específica para ellos…de una destinación específica creada de un porcentaje del impuesto al latifundio improductivo, ocioso o inadecuadamente explotado"
En este primer punto, un elemento clave es el de las Tecnologías de Información y Comunicaciones (TIC), que serán importantes para delinear el 'nuevo campo colombiano'. Entre los compromisos del Estado en el acuerdo se destaca la implementación de un Plan Nacional de Conectividad Rural.
Todo esto requerirá a su vez una reforma que permita que estos territorios campesinos se puedan constituir en lo que antes eran zonas de reserva forestal, de baldíos y de latifundios improductivos.
Discusión:  Completo

#### 2. Participación Política
Las FARC-EP, han pactado unas zonas afectadas por el conflicto y el abandono donde el "Gobierno Nacional se compromete a crear en estas zonas un total de X Circunscripciones Transitorias Especiales de Paz para la elección de un total de X Representantes a la Cámara de Representantes, de manera temporal y por X períodos electorales."
A su vez se ha señalado un aumento del presupuesto de los partidos políticos y una especial atención a los partidos que surjan de los diálogos de paz como el partido de las FARC-EP, tanto para su acceso en medios como para la difusión de sus programas.
Las FARC-EP, junto al Gobierno Nacional participarán en las medidas de protección de los candidatos políticos tanto los opositores al proceso de paz como de sus sostenedores, se ha señalado que se implementará el voto electrónico y se expedirán cédulas por todo el país, para aumentar el caudal electoral.
Las FARC-EP y sus líderes no tendrían ningún impedimento para participar en política.
Discusión:

#### 3. Fin del Conflicto

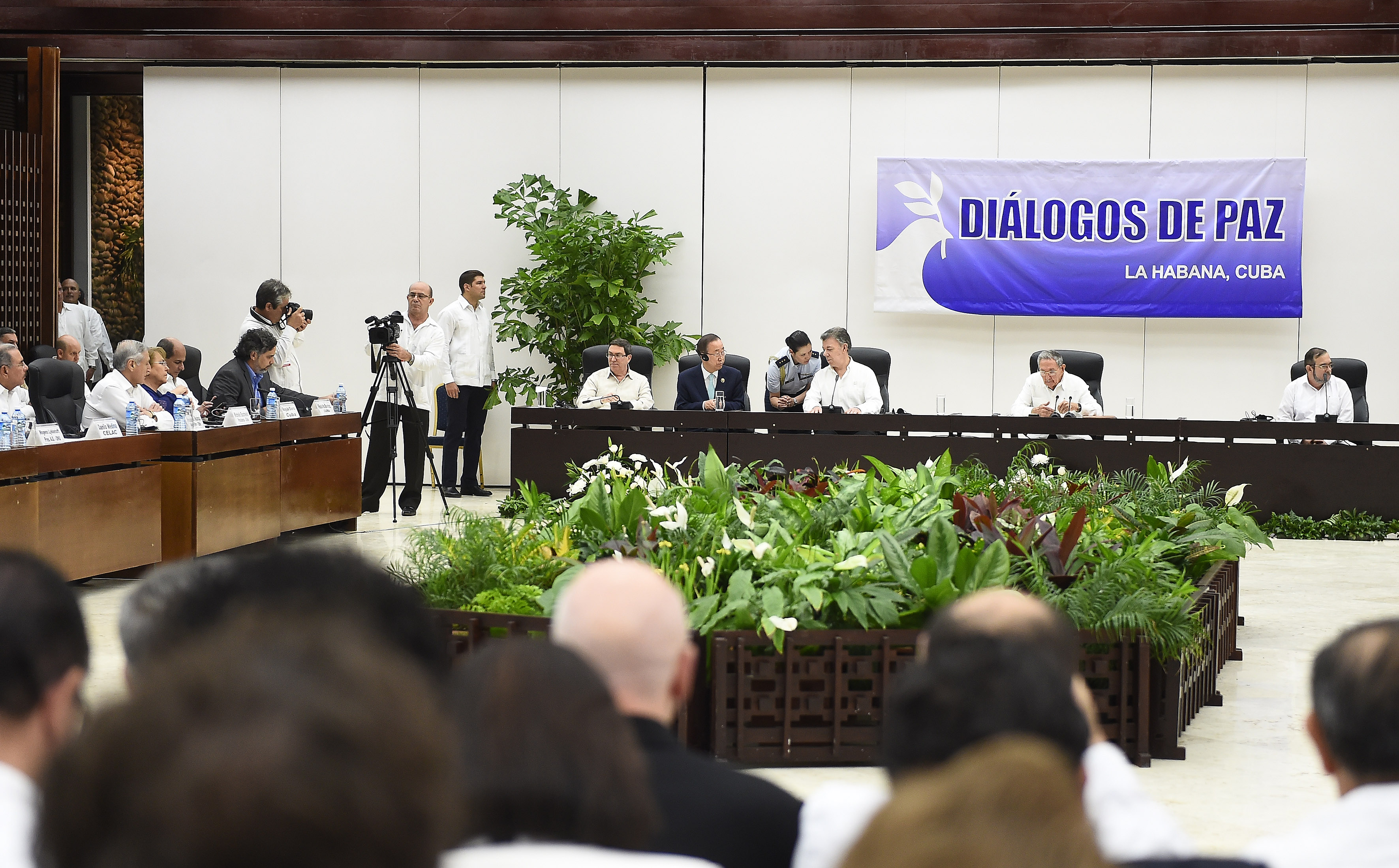
Ceremonia de firma del cese al fuego durante los diálogos de paz en La Habana el 23 de junio de 2016.

La dejación de las armas por parte de las FARC-EP (hecho que, aseguran, debiera estar acompañado de una reestructuración de las fuerzas militares) para su reintegro o ingreso a la vida civil por efectos del marco legal para la paz, proyecto que define la suspensión de proceso judiciales a subversivos. No obstante, la discusión de este punto podría verse dificultada por causa del Estatuto de Roma (suscrito por Colombia) que prohíbe que condenados por delitos de lesa humanidad tengan vida jurídica.
El gobierno y las FARC-EP acordaron este punto el 23 de junio de 2016, donde se proclama el cese bilateral de las hostilidades en ambos bandos, además del desarme total de la organización subversiva en zonas especiales donde se concentran los guerrilleros sin presencia de la Fuerza Pública (23 veredas del país que serán llamadas “Zonas Veredales Transitorias de Normalización” (ZVTN) y 8 campamentos, donde realizará la entrega del armamento), cuya verificación estará a cargo de la ONU, organismo al cual las FARC-EP entregarán sus armas para que dispongan de ellas a su conveniencia. El desarme se debía llevar a cabo en un plazo máximo de 180 días a partir de la firma del acuerdo final que se realizó en Colombia el 26 de septiembre del mismo año 2016. Sin embargo, solo pudo declararse como finalizado el día 27 de junio de 2017, fecha en la cual las FARC-EP entregaron el último porcentaje de un total de 7.132 armas.
Discusión:  Completo

#### 4. Solución al problema de las drogas ilícitas
El cultivo, la producción y tráfico de drogas ilícitas, ha influido en el conflicto armado y la financiación de guerrillas y paramilitares desde hace tres décadas.
Las FARC-EP, plantearon priorizar la erradicación manual como principal método de erradicación de drogas en concertación con los cultivadores y productores de drogas ilícitas, se acordó que los cultivos de las plantas que correspondan a usos ancestrales no se pueden erradicar.
Las FARC-EP junto al gobierno nacional, han sostenido que se considere al drogadicto como a un enfermo.
Discusión:  Completo

#### 5. Víctimas
Uno de los puntos a discutir es determinar quiénes son víctimas del conflicto armado (según reiterados comunicados de las FARC-EP, ellos también son víctimas y el Estado ha sido un victimario).
Las FARC-EP, han señalado que el reconocimiento de las víctimas será por colectivos y "habrá un reconocimiento de la calidad de víctimas colectivas al Movimiento Gaitanista, a la Unión Nacional de Oposición, al Frente Democrático, al Partido Comunista Colombiano, a la Unión Patriótica, al Movimiento A Luchar y al Frente Popular, entre otras organizaciones políticas. La Unión Patriótica, por haber sido objeto de un genocidio político, será objeto de un reconocimiento especial." A su vez se considerarán víctimas campesinas, indígenas y sindicales.

«Las FARC EP no nos reconocemos como 'agente victimizante', sino como perseguidos, y en tal condición hemos ejercido nuestro derecho a la rebelión»

Las FARC-EP propusieron la conformación de una comisión de la verdad, que se encargue de lo anterior, comisión también prevista en la Ley del Marco Jurídico de la Paz.
En el desarrollo de la discusión del punto Víctimas, las delegaciones de la Mesa recibieron 60 delegaciones de víctimas del conflicto que compartieron con las partes sus visiones sobre el fin del conflicto y los ítems en discusión.
El acuerdo parcial de este punto fue signado en La Habana el 15 de diciembre de 2015 y contempla la puesta en marcha -tras la firma del Acuerdo Final- de una Comisión para el Esclarecimiento de la Verdad, la Convivencia y la No Repetición, una Jurisdicción Especial de Paz,  una Unidad de Búsqueda de Personas dadas por Desaparecidas (UBPD) y de medidas concretas de reparación y la no repetición y una. Tras la modificación unilateral de estos acuerdos por parte del Gobierno en 2018, varias organizaciones de derechos humanos temen que altos mandos del Ejército colombiano queden impunes.
Discusión:  Completo

#### 6. Mecanismos de refrendación del acuerdo
Las FARC-EP han insistido en que el método de refrendación del acuerdo fuera una Asamblea Nacional Constituyente que tuviera 141 integrantes, tanto elegidos como surgidos de cuotas de participación asignadas, "la Asamblea estará compuesta por representantes de las fuerzas guerrilleras (...) en número que será definido como parte de un eventual Acuerdo final".
Por su parte, el gobierno insistió en un plebiscito que avalara el acuerdo, el cual fue aprobado por el Congreso de la República a finales de 2015 mediante proyecto de ley, y que pasó a revisión por parte de la Corte Constitucional, quedando avalado a mediados de 2016, dando un lapso de 30 días para realizar la consulta popular después del acuerdo final que se firmará en el 26 de septiembre en la ciudad de Cartagena de Indias.
El gobierno y las FARC-EP acordaron el 23 de junio de 2016 la refrendación a través del plebiscito según el fallo de la Corte, cuya fecha de realización será el 2 de octubre de 2016, una semana después de la firma oficial del acuerdo de paz.
Discusión:  Completo

## Costo económico del Proceso de Paz
El gobierno nacional de Colombia suscribió un crédito externo de tipo programático con el KFW - Banco de Desarrollo Alemán, con el que el país dispondrá de hasta 100 millones de dólares para financiar temas relacionados con la paz por 10 años. A su vez el embajador de España en Bogotá, Ramón Gandarias, dijo que la Unión Europea estudia crear un fondo fiduciario para ayudar a Colombia a financiar el posconflicto. «Incluso, hay dos países europeos no miembros de la UE que ya han manifestado su disposición a participar, Suiza y Noruega», dijo el embajador.

## Suscripción presidencial del acuerdo y Plebiscito refrendario
El presidente suscribe el acuerdo en una ceremonia con entes y representantes internacionales y la política local en un evento en la ciudad de Cartagena, donde asistieron altos miembros del grupo insurgente que venían de la reunión adelantada en lo que llamaron la Décima Conferencia Guerrillera y con la participación de los altos mandos del gobierno nacional, garantes internacionales y queda por tanto el presidente a la espera de la votación plebiscitaria.
El gobierno adelantó una votación de acuerdo a la ley estatutaria de la paz para saber si el pueblo aprobaba lo acordado o lo rechazaba. El resultado final del día 2 de octubre de 2016, cuando se adelantaron las votaciones fue el rechazo del acuerdo suscrito con el 50,21% del No contra el Sí 49,79%.
El grupo insurgente ante el resultado manifestó que lo decidido por el pueblo no afecta el acuerdo depositado en el marco de los Convenios de Ginebra.
La oposición al acuerdo de paz ha sido liderada por el expresidente Álvaro Uribe, quien señala que se conceden excesivas garantías para los exguerrilleros además de impunidad por los delitos cometidos. Por su parte, el expresidente Juan Manuel Santos, ha señalado que se trata de un acuerdo de paz ejemplo para el mundo, y que aunque presente algunos inconvenientes "es mejor una paz imperfecta que una guerra perfecta."
A pesar del revés en el plebiscito, Juan Manuel Santos recibió cinco días después de la votación el Premio Nobel de la Paz 2016, luego de que el comité Noruego premiara su papel en la terminación de un conflicto de 52 años con la guerrilla de las FARC-EP.

## Reacciones
Tan pronto como el presidente Juan Manuel Santos confirmó la existencia de una mesa de diálogo, se produjeron diversas reacciones, a nivel individual y grupal, al interior de Colombia y en el exterior.

### En Colombia
El sector del Uribismo y algunos en el Partido Conservador (como el exprocurador general Alejandro Ordóñez) se mostraron en contra de las discusiones, argumentando que no es factible un proceso de paz con las FARC-EP sin el cese al fuego. Añadieron que mediante el marco jurídico para la paz, una ley propulsada por el gobierno y aprobado por el Congreso, los integrantes de la subversión acusados de delitos de lesa humanidad serían eximidos de tal responsabilidad y podrían participar en política y ser representantes en el congreso sin haber cumplido pena alguna.
Algunos sectores de izquierda, como el Polo Democrático Alternativo y Marcha Patriótica, se refirieron a la actitud de Uribe, expresando que no tenía autoridad moral para criticar el intento de Santos, pues durante su gobierno también se pretendió dialogar tanto con las FARC-EP como con el ELN, bajo condiciones semejantes a la fallida Zona de distensión en el Caguán.
Por su parte, el liberalismo, el Partido Verde, el Movimiento Progresistas, un sector de los campesinos, estudiantes, indígenas, empresarios y líderes religiosos manifestaron su apoyo a los diálogos de paz, aduciendo que la única salida al conflicto armado son las concertaciones bilaterales.
Los expresidentes Belisario Betancur y César Gaviria, de igual forma, expresaron su apoyo.

### Internacionales
En el concierto internacional, las reacciones sólo se presentaron después del anuncio de Santos. Gobiernos tanto de centro, norte y Suramérica saludaron las discusiones entre las FARC-EP y el gobierno colombiano. Así mismo países de Europa y Asia también se mostraron a favor del nuevo intento de paz.
Son 47 los países que apoyan el proceso de paz, incluyendo los 5 miembros permanentes del Consejo de Seguridad de las Naciones Unidas: Estados Unidos, Francia, Rusia, Reino Unido y China.
Organismos como la Unión de Naciones Suramericanas, la Comunidad de Estados Latinoamericanos y Caribeños, la Comunidad Andina, la Organización de Estados Americanos, la Naciones Unidas, la Unión Europea, entre otros, manifestaron su apoyo al proceso. Al tiempo que organizaciones no gubernamentales como Human Rights Watch abogaron porque ante la firma de un acuerdo entre las partes, no se dé impunidad a insurgentes condenados.
El Premio Nobel de Paz y expresidente de Sudáfrica, Frederik de Klerk, visitó Colombia y compartió la experiencia que vivió en su país, en un evento organizado por la Universidad del Rosario, que contó con la participación del Presidente Juan Manuel Santos en el marco del evento "El Futuro de un País en Paz"

## Seguimiento del acuerdo

### 2017
- El 17 de noviembre de 2017 Rodrigo Londoño denunció el incumplimiento estatal y pidió la "intervención" de la ONU reprochando los atrasos de la legislación clave en materia de participación política y la Jurisdicción Especial para la Paz (JEP).[91]

### 2018
- El 11 marzo se celebraron elecciones legislativas en Colombia donde el partido Fuerza Alternativa Revolucionaria del Común tuvo una baja votación en sus primeras elecciones; sin embargo y pese al resultado, contará con 10 asientos en el Congreso: 5 en el Senado y 5 en la Cámara, en virtud del acuerdo de paz que les garantiza esos escaños durante 2 legislaturas consecutivas.[92]

- El 9 de abril de 2018, fue detenido Jesús Santrich en una operación entre la Fiscalía de Colombia y la DEA de Estados Unidos, acusado de estar implicado en una operación de narcotráfico, aparentemente, posterior a la firma del acuerdo de paz siendo susceptible a una extradición al país del norte, que hizo efectiva la solicitud en junio de ese año al gobierno colombiano. La decisión está pendiente de investigación por parte de los magistrados de la Jurisdicción Especial de Paz, quienes tienen la última palabra. Iván Márquez, portavoz de la exguerrilla y ahora partido político FARC, declaró que con esta detención el proceso de paz "Se sitúa en su punto más crítico y amenaza con convertirse en un fiasco", trasladando su residencia provisional de Bogotá a Miravalle (Caquetá).[93][94]

- El 13 de abril el presidente de Ecuador, Lenin Moreno, confirmó el asesinato por parte del Frente Oliver Sinisterra, comandado por alias "Guacho", de las Disidencias de las FARC-EP quien se apartó del proceso de paz, de 3 integrantes del equipo periodístico de El Comercio, secuestrados el 26 de marzo en la provincia ecuatoriana de Esmeraldas, frontera con Colombia. Previamente, el Frente Oliver Sinisterra emitió un comunicado en el que anunciaba que "Debido a las operaciones de rescate de las fuerzas de seguridad, el periodista Javier Ortega, el fotógrafo Paúl Rivas y el conductor Efraín Segarra habían muerto".[95] El 18 de ese mismo mes, el gobierno ecuatoriano confirmó el secuestro de una pareja de esta nacionalidad por parte de alias Guacho.[96]

- El Ejército Nacional calculó, en marzo de 2018, que aunque la mayoría de los aproximadamente 7000 exguerrilleros de las FARC-EP entregaron sus armas, unos 1200 de ellos rechazaron el acuerdo de paz y continúan activos para apropiarse de las actividades ilegales que la ex guerrilla mantenía en algunas de sus antiguas zonas de influencia como el narcotráfico y la extorsión. El partido político FARC no reconoce a estos disidentes como miembros de la ex guerrilla sino como "desertores" del proceso de paz. El gobierno colombiano, por su parte, menciona a estos grupos disidentes como "crimen residual" llamándolos Grupos Armados Organizados Residuales (GAOR), dándole facultades a las Fuerzas Militares para combatirlos con todos los recursos del estado.[97]

- La exguerrilla denuncia la ausencia de "condiciones dignas" en temas de salud y alojamiento en las Zonas Veredales Transitorias de Normalización, donde están concentrados los exguerrilleros para su proceso de reincorporación a la vida civil.

### 2019
- Al menos 500 líderes sociales y excombatientes han sido asesinados entre la firma del acuerdo y abril de 2019.[98]

- Según el informe "Hacia la paz sostenible por el camino de la igualdad de género"[99] de ONU Mujeres, el Instituto Kroc, la Federación Democrática Internacional de Mujeres y el Gobierno de Suecia que analiza el periodo de septiembre de 2018 a agosto de 2019 sobre los derechos de las mujeres en el acuerdo de paz, el 42 % de los 130 compromisos con perspectiva de género del acuerdo de paz no han empezado a implementarse. Según el informe los compromisos con las mujeres "son insuficientes" y "tienen un mayor rezago".[100] También señala que “más de la mitad debe completarse entre 2019 - 2026, lo cual confirma que muchos de ellos son acciones de largo plazo. No obstante, 28 de los compromisos que según el Plan Marco de Implementación deben completarse en 2019 no se han iniciado aún”.[100]

- Aparecen cerca de 23 grupos de las Disidencias de las FARC-EP en 5 regiones del país, según la Fundación Paz y Reconciliación (Pares).[101]

### 2020
- Muchos de los excombatientes (aproximadamente 3000) se encuentran en 24 espacios denominados Nuevas Áreas de Reincorporación (NAR).[102] Desarrollan procesos productivos.[103]

- Excombatientes de las FARC-EP realizan mascarillas para la emergencia del Coronavirus en Colombia.[104]

- Hasta agosto de 2020 se registran 224 excombatientes asesinados desde la firma del acuerdo de paz.[105]

- En noviembre: Marcha de excombatientes de las FARC-EP hasta Bogotá denominada Peregrinación por la vida y por la paz.[106][107]

### 2021
- En el segundo congreso del partido de la Fuerza Alternativa Revolucionaria del Común (FARC), se decide cambiar el nombre al partido, ahora se denomina como Comunes.[108]
- La Jurisdicción Especial para la Paz acusó a ocho excomandantes de la antigua guerrilla de las FARC-EP por los secuestros durante el conflicto armado interno.[109][110]
- En marzo y abril de 2021 enfrentamientos en Apure (Venezuela) entre disidencias de las FARC-EP contra la Fuerza Armada Nacional Bolivariana de Venezuela, ocasiona el desplazamiento de 4 mil personas hacia Colombia.[111]
- Se denuncia que faltan presentar 41 de 107 normas para la implementación del acuerdo de paz.[112][113]
- 30 de noviembre: Estados Unidos retira a las FARC-EP de la lista de organizaciones terroristas e incluye a las Disidencias de las FARC-EP en la misma.[114]

### 2022
- La reforma rural obtenida por las FARC-EP, preveía la regularización de siete millones de hectáreas cultivadas por campesinos sin título y la distribución por parte del Estado de tres millones de hectáreas a campesinos sin tierra. En 2022, el catastro sigue en proceso de elaboración y, contrariamente a los anuncios de la Agencia Nacional de Tierras, que asegura haber redistribuido 400.000 hectáreas, una encuesta publicada en El Espectador reveló que en realidad las hectáreas en esa situación son menos de 3.000.[115]